# Yoshiyuki Kōno
Pour les articles homonymes, voir Yoshiyuki Kono.
Yoshiyuki Kōno, né le 3 février 1950, est une victime de l'attentat au gaz sarin de Matsumoto qui a tué huit personnes et fait de nombreux blessés dans la nuit du 27 juin 1994.
Kōno, un vendeur de machinerie, habitait juste à côté du site où des membres d'Aum Shinrikyo ont garé le véhicule trafiqué transportant l'agent neurotoxique mortel. Bien que son épouse, Sumiko, fût une des personnes gazées et comateuses à l’époque, la police chargée de l’enquête considérait Kōno comme le principal suspect du crime, considérant que sa propriété était le point d’origine du sarin. En outre, il a été découvert que Kōno avait stocké chez lui vingt produits chimiques, qu'il avait achetés pour le traitement photo et la poterie, ainsi que des pesticides. Bien que le sarin ne puisse être synthétisé à partir d’une combinaison de ces substances chimiques et que Kōno n’ait ni les qualifications ni la connaissance et l’expérience considérables en chimie nécessaires à sa production, l’historien Keiichi Tsuneishi a affirmé à tort dans l’Asahi Shimbun qu'il était possible de synthétiser l'agent neurotoxique à partir de pesticides organophosphorés,,. En raison d'une fuite délibérée des forces de police locales de Nagano, il a fait l'objet d'un lynchage médiatique dans lequel les médias japonais on accusé  Kōno d'être l'auteur, le surnommant  « l'homme au gaz empoisonné », le faisant ensuite recevoir du courrier de haine et des menaces de mort.
Après l'attaque beaucoup plus importante perpétrée contre le métro de Tokyo en 1995, Kōno a été blanchi et Aum Shinrikyo a été jugé responsable. Le chef de la Commission nationale de la sécurité publique, Hiromu Nonaka, et les médias ont présenté des excuses publiques à Kōno. Cependant, la police de Nagano ne s'est pas excusée directement à Kōno avant 2002.
L'épouse de Kōno, Sumiko, qui était auparavant professeur d'orgue électronique, est restée inconsciente jusqu'à son décès en 2008, à l'âge de 60 ans, laissant derrière elle son mari, leur fils et leurs deux filles,,.
En décembre 2011, il devient auditeur externe du mouvement religieux Hikari no Wa (en) (fondé par Fumihiro Joyu (en)) qui s'est séparé d'Aum Shinrikyo. Le 22 janvier 2012, les auditeurs sont entrés dans les installations de l'organisation pour effectuer leur premier audit.
Il démissionne de son poste de membre du comité d'audit externe le 31 décembre 2015 pour des raisons personnelles.